# Mario Fantin
Mario Fantin (* 9. Mai 1921 in Bologna; † 23. Juli 1980 ebenda) war ein italienischer Alpinist, Autor und Dokumentarfilmer.

## Leben
Fantin diplomierte 1940 in Betriebswirtschaft und begann seine Aktivität als Alpinist nach dem Zweiten Weltkrieg, den er als Soldat in Südosteuropa verbracht hatte.
Nach einigen Bergsteigerkursen begann er Begehungen der Alpen, die er fotografisch festhielt. Daneben begeisterte er sich für den Film und drehte zahlreiche Kurzfilme; auch als Kameramann war Fantin tätig. 1954 startete er mit einer ersten außereuropäischen Expedition – den Aufstieg zum K2, worüber er mit Hilfe des Filmregisseurs Marcello Baldi den Dokumentarfilm Italia K2 drehte und ein einige Jahre später veröffentlichtes Tagebuch verfasste. Dies war der Beginn einer bis ins Jahr 1972 anhaltenden Reihe zahlreicher Expeditionen auf alle Kontinente, darunter 33 außereuropäische und 20 in die Alpen, worüber er 47 Dokumentarfilme drehte und mehr als 20 Bücher mit zahlreichen Fotografien erscheinen ließ. Zu seinen bekanntesten Unternehmungen zählen Expeditionen in die Anden, die Sahara, nach Äquatorialafrika und nach Grönland.
1967 gründete Fantin zur weiteren Produktion von Filmen das Centro Italiano Studio Documentazione Alpinismo Extraeuropeo (CISDAE) und zur Förderung des Alpinismus in Turin den Club Alpino Italiano (CAI).
Geplagt von körperlichen und psychischen Problemen, beging Fantin 1980 Suizid. Die Sektion Bologna des CAI wurde ihm zu Ehren benannt.

## Filmografie (Auswahl)
- 1954: Sieg auf dem K2 (Italia K2)
- 1957: Grandes murailles